# Valley Falls (Kansas)
Valley Falls é uma cidade localizada no estado americano de Kansas, no Condado de Jefferson.

## Demografia
Segundo o censo americano de 2000, a sua população era de 1254 habitantes.
Em 2006, foi estimada uma população de 1190, um decréscimo de 64 (-5.1%).

## Geografia
De acordo com o United States Census Bureau tem uma área de
1,9 km², dos quais 1,9 km² cobertos por terra e 0,0 km² cobertos por água.

## Localidades na vizinhança
O diagrama seguinte representa as localidades num raio de 20 km ao redor de Valley Falls.